# 아이리시 세터

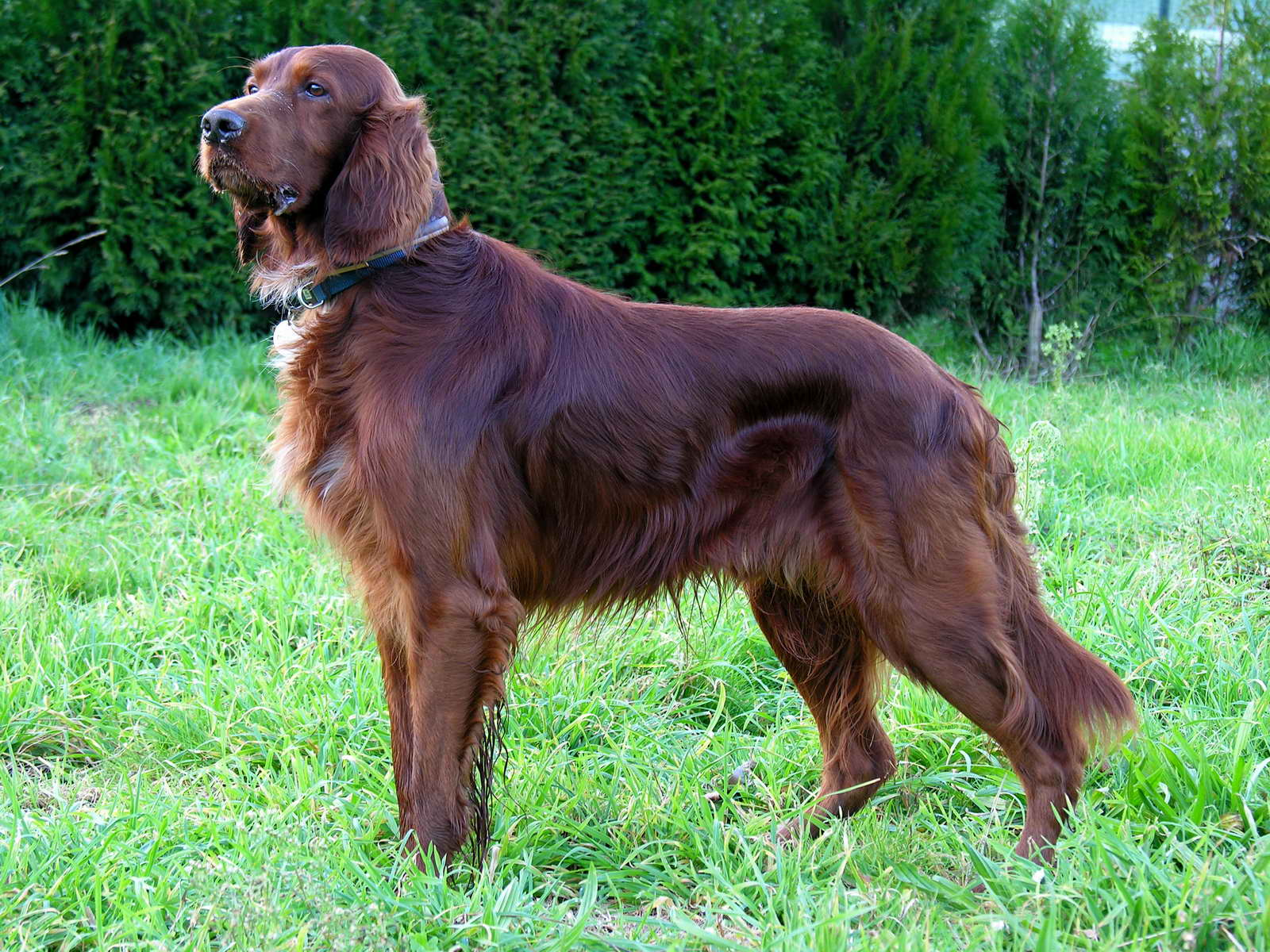
아이리시 세터

아이리시 세터(Irish Setter)는 아일랜드의 개 품종으로, 사냥개로 분류된다.

## 모습
털은 적당히 길고 비단 같으며 빨간색 또는 밤색이다. 상태를 유지하고 매트가 없는 상태를 유지하려면 자주 빗으로 빗겨줘야 한다. 겨울철에는 밑털이 많고 윗털은 양호하다. 이들의 털은 또한 꼬리, 귀, 가슴, 다리 및 몸통과 같은 곳에 깃털이 있다. 아이리시 세터의 키는 61~71cm, 수컷은 29~34kg, 암컷은 25~29kg이다. 아이리시 세터에 대한 FCI 품종 표준은 수컷의 키가 23~26.5인치(58~67cm)이고 암컷의 키가 21.5~24.5인치(55~62cm)라고 규정한다. 아이리시 세터는 가슴이 깊고 허리가 작은 개이다. 아이리시 세터의 평균 수명은 약 11~12년이다.